# Spalacopsis stolata
Spalacopsis stolata är en skalbaggsart som beskrevs av Newman 1842. Spalacopsis stolata ingår i släktet Spalacopsis och familjen långhorningar.
Artens utbredningsområde är Kuba. Inga underarter finns listade i Catalogue of Life.